# 重庆江南机场
重庆江南机场，又名重庆万盛金桥通用机场，是一个位于中国重庆市万盛经济技术开发区金桥镇（由綦江区行政管辖）范家山台地的在建3B级民用机场，距万盛城区9公里，重庆主城区52公里，江北机场直线距离79公里。是国家一类通用航空机场、重庆市枢纽通用机场，也是重庆江北国际机场疏缓机场。除承担江北机场分流的公务机业务外，还具有通勤保障、应急保障、旅游观光、航空驾驶培训等功能。这是继万盛黑山谷通用机场项目后，万盛的第二个通用机场项目，预计建成投用后，年吞吐量可达到5万人次。

## 历史
重庆江南机场项目于2016年12月获得重庆市发改委批准，于2017年11月28日正式奠基，由海航通航投资管理股份有限公司建设，预计2020年上半年正式建成投用。重庆江南机场总投资9.36亿元，拟用地总规模1425亩，将新建一条长2200米、宽30米的跑道，2条长96.5米、宽18米的垂直联络滑行道，24个机位的站坪，1000平方米航管综合楼，以及空管、助航灯光、供电、供水、消防救援等相关配套设施。机场拟用机型为B类，投用初期将使用G-450（湾流）、Y-12、C-172R等固定翼飞机，以及米-171和Bell-408等旋翼飞机。
据重庆市发改委预测，2025年江南机场飞机起降将达2.4万架次。江南机场的建设将进一步完善全市通用机场布局，促进全市通用航空产业发展，推动万盛资源型枯竭城市转型发展。